# Maja (zoologia)
Maja è un genere della famiglia Majidae.

## Tassonomia
- Maja crispata (Risso, 1827)
- Maja squinado (Herbst, 1788)